# Danh sách vệ tinh của Việt Nam
Dưới đây là danh sách các vệ tinh của Việt Nam.

## Đang hoạt động
| Tên vệ tinh            | Chủ  | Ngày phóng          | Chú thích |
| ---------------------- | ---- | ------------------- | --- |
| Vinasat-1              | VNPT | 19 tháng 4 năm 2008 | Đây là vệ tinh viễn thông đầu tiên của Việt Nam. |
| Vinasat-2              | VNPT | 16 tháng 5 năm 2012 | Đây là vệ tinh viễn thông thứ hai của Việt Nam, sẽ thay thế cho Vinasat-1.                                                                                                 |
| Vệ tinh nano F-1       | FPT  | 21 tháng 7 năm 2012 | Là vệ tinh siêu nhỏ đầu tiên và do một tập đoàn tư nhân Việt Nam tự chế tạo được phóng lên quỹ đạo, nhưng đã bị mất tín hiệu khi được thả ra khỏi ISS.                     |
| VNREDSat-1             | VAST | 7 tháng 5 năm 2013  | Là vệ tinh nhỏ quan sát Tài nguyên Thiên nhiên, Môi trường và Thiên tai. Vệ tinh viễn thám đầu tiên của Việt Nam.                                                          |
| PicoDragon             | VNSC | 4 tháng 8 năm 2013  | Đây là một vệ tinh nhỏ đầu tiên được chế tạo bởi Việt Nam và Nhật Bản hoạt động thành công ngoài không gian.                                                               |
| MicroDragon            | VNSC | 18 tháng 1 năm 2019 | Đây là vệ tinh nhỏ thứ hai được chế tạo bởi Việt Nam và Nhật Bản,vệ tinh này đã tách thành công khỏi tên lửa Epsilon số 4 của Nhật Bản.                                    |
| NanoDragon             | VNSC | 9 tháng 11 năm 2021 | Vệ tinh có trọng lượng 3.4 kg; có nhiệm vụ thực hiện giám sát rừng, tàu biển và thử nghiệm công nghệ. Vệ tinh đã bị mất tín hiệu sau khi được phóng bởi tên lửa Epsilon-5. |
| Vinasat-3 (đã bị hoãn) | VNPT | 2022                | |

## Dự án trong tương lai
| Tên vệ tinh | Chủ  | Ngày phóng dự kiến | Chú thích |
| ----------- | ---- | ------------------ | --- |
| JVLOTUSat-1 | VNSC | 2023               | Vệ tinh nặng 600 kg; sẽ được chế tạo, tích hợp, thử nghiệm tại Nhật. Vệ tinh phục vụ việc phòng chống, giảm nhẹ thiên tai và biến đổi khí hậu.                                    |
| JVLOTUSat-2 | VNSC |                    | Vệ tinh hoàn toàn do người Việt Nam chế tạo, tích hợp và thử nghiệm ngay tại Trung tâm Vũ trụ Việt Nam. Vệ tinh phục vụ việc phòng chống, giảm nhẹ thiên tai và biến đổi khí hậu. |

## Dự án bị hủy
| Tên vệ tinh      | Chủ  | Ngày phóng dự kiến | Chú thích | Nguyên nhân                                                           |
| ---------------- | ---- | ------------------ | --- | --------------------------------------------------------------------- |
| VNREDSat-1B      | VAST | 2017               | Dự án được hợp tác với công ty SpaceBel của Vương quốc Bỉ vào năm 2012. Hợp đồng trị giá hơn 60 triệu Euro đã được ký vào tháng 1 năm 2014. Vệ tinh có khối lượng 130 kg và thời gian sống là 5 năm. | Vệ tinh được dự kiến phóng vào năm 2017 nhưng hiện đang bị tạm ngưng. |
| Vệ tinh nano F-2 | FPT  | 2015               | Nằm trong dự án hợp tác vũ trụ QB50. | Dự án hoãn vô thời hạn sau thất bại của Vệ tinh nano F-1              |